# Dendrophryniscus berthalutzae
Dendrophryniscus berthalutzae är en groddjursart som beskrevs av Eugenio Izecksohn 1994. Dendrophryniscus berthalutzae ingår i släktet Dendrophryniscus och familjen paddor. IUCN kategoriserar arten globalt som livskraftig. Inga underarter finns listade i Catalogue of Life.